# Тотыш, Софрон Сергеевич
Софрон Сергеевич Тотыш (11 апреля 1907 — 2 мая 1980) — шорский писатель.

## Биография
Родился в ауле Томазак (ныне Мыски). Окончил церковно-приходскую школу. Весной 1916 года поступил в городскую приходскую школу в городе Кузнецк. За свои высказывания против угнетения народов царизмом Тотыш был отчислен из школы. Затем продолжил обучение в открывшейся школе города Мыски. Активно участвовал в революционных событиях, вступил в комсомол, организовал открытие избы-читальни. Обучался в артиллерийском училище.
Софрон Тотыш приобрел специальность бухгалтера, долгое время служил в транспортных и строительных организациях Кемеровской области.
В 1951 году в Новосибирском книжном издательство были напечатаны пять рассказов Софрона Сергеевича о Шории в сборнике «Молодые силы», а через два года в Новосибирске была опубликована его первая книга, которая называлась «В тайге» (1953). В 1959 году сборник «Сказки старого Шапкая» опубликован Кемеровским книжным издательством. Неоднократно переиздавался. В 1961 году в городе Кемерове был выпущен сборник рассказов об охоте под названием «Хозяин гор». В 1980 году вышла книга для детей, именующаяся «Сын тайги».
Софрон Тотыш вместе со своей женой вырастил восемь детей. Умер в Мысках в 1981 году.